# گرایوورون
شهر گرایوورون (به روسی: Грайворон) در کشور روسیه و در اوبلاست بلگورود واقع شده‌است.

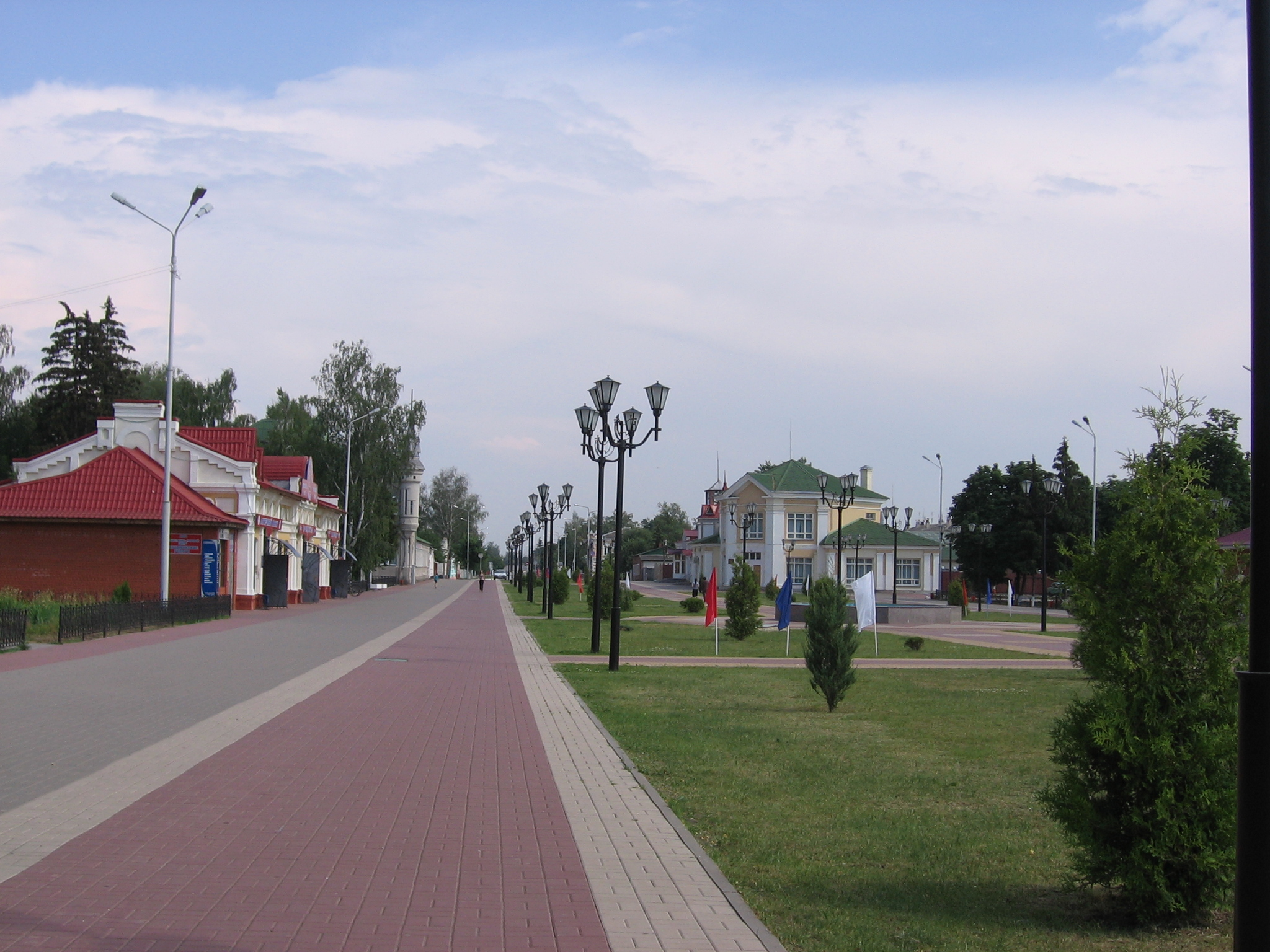